# Marta Pol
Marta Pol z d. Ziółkowska (ur. 2 listopada 1995 w Bydgoszczy) – polska siatkarka, grająca na pozycji środkowej. 

## Życiorys
Jest wychowanką Pałacu Bydgoszcz, jej pierwszym trenerem był Rafał Gąsior. Jako gimnazjalistka była uczennicą Szkoły Mistrzostwa Sportowego PZPS w Sosnowcu. W latach 2011–2013 występowała w barwach SMS Police, w rozgrywkach II ligi, w sezonie 2013/2014 w rezerwach Pałacu Bydgoszcz ponownie grała w rozgrywkach II ligi, w sezonie 2014/2015 była zawodniczką beniaminka I Ligi Jokera świecie. W 2015 została kolejny raz zawodniczką Pałacu Bydgoszcz, w sezonie 2015/2016 debiutowała na najwyższym poziomie rozgrywek. Jej karierę przerwała w grudniu 2017 kontuzja oka, po której powróciła do gry w listopadzie 2018.
Od lipca 2021 do 20 stycznia 2023 była zawodniczką Chemika Police. Od 23 stycznia 2023 była reprezentantką zespołu Grot Budowlani Łódź.
W reprezentacji Polski seniorek debiutowała 30 czerwca 2020 w towarzyskim spotkaniu z Czechami.

## Sukcesy klubowe
Mistrzostwo Polski:
- 2022[17]
- 2023[18]